# Trichosphaeriales
Trichosphaeriales is een orde van Sordariomycetes uit de subklasse Sordariomycetidae.

## Taxonomie
De taxonomische indeling van de Trichosphaeriales is als volgt:
Orde: Trichosphaeriales
- Familie: Helminthosphaeriaceae
- Familie: Trichosphaeriaceae